# Ansible
L'ansible è un dispositivo immaginario che nelle storie di fantascienza consente di effettuare comunicazioni a velocità superiori a quella della luce.
Il termine ansible è stato coniato originariamente dalla scrittrice Ursula K. Le Guin nel romanzo Il mondo di Rocannon del 1966. Secondo la Le Guin il termine deriverebbe da una storpiatura della parola inglese answerable, indicante un dispositivo che dà la possibilità di ricevere una risposta (answer) anche su distanze interstellari. Il superamento della velocità della luce, assunto di base del dispositivo, avverrebbe grazie al fatto che la comunicazione si svolge sotto forma di deformazione delle onde gravitazionali, propagandosi quindi in modo istantaneo attraverso la trama spazio-temporale dell'universo e indipendentemente dal concetto stesso di velocità.
Il termine è stato poi preso in prestito, sempre per indicare un dispositivo atto a permettere una comunicazione istantanea, da altri autori quali Orson Scott Card, Vernor Vinge, Elizabeth Moon, L.A. Graf, Dan Simmons e Neil Gaiman.